# Daciće
Daciće (în albaneză Daciqe) este un sat din comuna Rožaje, Muntenegru. Conform datelor de la recensământul din 2003, localitatea are 299 de locuitori (la recensământul din 1991 erau 336 de locuitori).

## Demografie
În satul Dacići locuiesc 215 persoane adulte, iar vârsta medie a populației este de 30,0 de ani (29,2 la bărbați și 30,8 la femei). În localitate sunt 53 de gospodării, iar numărul mediu de membri în gospodărie este de 5,64.
|  |

| Demografie | Demografie | Demografie |
| An         | Locuitori  | Locuitori  |
| ---------- | ---------- | ---------- |
|            |            |            |
|            |            |            |
|            |            |            |
|            |            |            |
| 1948       | 370        |            |
| 1953       | 357        |            |
| 1961       | 425        |            |
| 1971       | 319        |            |
| 1981       | 326        |            |
| 1991       | 336        | 330        |
| 2003       | 372        | 299        |

| \| Componența etnică conform recensământului din 2003[2] \| Componența etnică conform recensământului din 2003[2] \| Componența etnică conform recensământului din 2003[2] \| Componența etnică conform recensământului din 2003[2] \| Componența etnică conform recensământului din 2003[2] \| \| ----------------------------------------------------- \| ----------------------------------------------------- \| ----------------------------------------------------- \| ----------------------------------------------------- \| ----------------------------------------------------- \| \| \| \| \| \| \| \| Albanezi \| Albanezi \| \| 296 \| 98,99% \| \| Bosniaci \| Bosniaci \| \| 1 \| 0,33% \| \| necunoscută \| necunoscută \| \| 2 \| 0,66% \| |             |  |     |        |
| Componența etnică conform recensământului din 2003 |             |  |     |        |
| |             |  |     |        |
| Albanezi | Albanezi    |  | 296 | 98,99% |
| Bosniaci | Bosniaci    |  | 1   | 0,33%  |
| necunoscută | necunoscută |  | 2   | 0,66%  |